# 2016 (2010年电影)
《2016》，2010年加纳非戲院首映科幻動作片，导演化名Ninja。电影讲述2010年外星人入侵加纳首都阿克拉，并妄图在2016年之前殖民世界，加纳人为之逃命的故事。本片以其预告片之奇、特效之差而闻名。

## 演员
- Rose Mensah 饰 Maa Dorcas
- 埃比尼泽·唐科（英语：Ebenezer Donkor） 饰 Oppong
- Emmanuel Afriyie 饰 Francis
- Osei Joseph 饰 Johnson
- Priscilla Anabel 饰 Cara
- Rebbeca Achiaa 饰 Maame Serwaah